# Sitiphus brevitarsis
Sitiphus brevitarsis är en skalbaggsart som beskrevs av Edmund Reitter 1894. Sitiphus brevitarsis ingår i släktet Sitiphus och familjen Aphodiidae. Inga underarter finns listade i Catalogue of Life.